# コミックメガミルク
『コミックメガミルク』は、コアマガジンより、2010年7月から2012年7月まで出版していた成人向け漫画雑誌である。

## 概要
『コミック0EX』の事実上の後継誌で、2012年7月発売の『コミックメガミルク Vol.26』で休刊した。
1983年に美少女漫画雑誌へリニューアルした『漫画ブリッコ』に端を発し、『漫画ホットミルク』→『コミックメガプラス』→『コミック0EX』→『コミックメガミルク』と続いてきた成人向け漫画雑誌の系統はここで終了となった。
最終号では1990年代に枝分かれしていた『漫画ばんがいち』の宣伝があり、一部の執筆陣は同誌へ移行したが、ハード系の作家は2015年創刊の『コミックメガストアDEEP』などへ再配転されている。

## 主な作家
この雑誌で執筆した経歴のある作家を挙げる。
- 林家志弦
- しーらかんす
- 琴義弓介
- EB110SS
- 新貝田鉄也郎
- 山文京伝
- ノンジャケ
- 高崎たけまる
- PONPON
- 四条定史
- 大瀧一文
- 河上康
- アガタ
- 黒岩瑪
- 巴天舞
- 聖☆司
- Rico